# Stadio Olimpico (Tokyo)
Lo stadio nazionale olimpico di Tokyo (国立霞ヶ丘陸上競技場?, Kokuritsu Kasumigaoka Rikujō Kyogijō) è stato un impianto sportivo multifunzione di Tokyo, in Giappone. Demolito nel 2015, è stato sostituito dal nuovo stadio nazionale.

## Storia
Inaugurato nel 1958, aveva una capacità di 57 000 posti e fu lo stadio sede dei Giochi Olimpici del 1964. Al termine dell'evento sportivo è stato utilizzato per usi principalmente calcistici, infatti ha ospitato annualmente la Coppa dell'Imperatore.
È stato inoltre lo stadio ufficiale per la nazionale di calcio del Giappone e per la nazionale di rugby.
Dal 1980 al 2001 ha ospitato le finali della Coppa Intercontinentale di calcio Europa-Sud America, e nel 2009, si è disputata la prima finale in gara unica dell'AFC Champions League.
Tra le stagioni 1983 e 1989 ha ospitato il Rice Bowl, finale nazionale del campionato giapponese di football americano.
Oltre agli avvenimenti calcistici, rugbistici e di football americano ha ospitato i Campionati del mondo di atletica leggera 1991.
In seguito all'ottenimento dell'organizzazione da parte del Giappone della Coppa del Mondo di rugby 2019 e di Tokyo delle Olimpiadi 2020 si è deciso di demolire il vecchio impianto per poterne costruire uno più moderno sullo stesso sito. La demolizione è stata completata nel maggio 2015.

## Incontri di rilievo

### Calcio

#### Finali dell'AFC Champions League

##### AFC Champions League 2009
| Arbitro: | Matthew Breeze |

|          |           |                                   |
| Noor 74’ | Marcatori | 57’ No Byung Jun 66’ Kim Hyung Il |

### Football americano
| Tokyo 3 gennaio 1984 | Kyoto University Gangsters | 29 – 28 | Renown Rovers | 国立霞ヶ丘陸上競技場 |

| Tokyo 3 gennaio 1985 | Nihon Phoenix | 53 – 21 | Renown Rovers | 国立霞ヶ丘陸上競技場 |

| Tokyo 3 gennaio 1986 | Kwansei Gakuin Fighters | 42 – 45 | Renown Rovers | 国立霞ヶ丘陸上競技場 |

| Tokyo 3 gennaio 1987 | Kyoto University Gangsters | 35 – 34 | Renown Rovers | 国立霞ヶ丘陸上競技場 |

| Tokyo 3 gennaio 1988 | Kyoto University Gangsters | 42 – 8 | Renown Rovers | 国立霞ヶ丘陸上競技場 |

| Tokyo 3 gennaio 1989 | Nihon Phoenix | 47 – 7 | Renown Rovers | 国立霞ヶ丘陸上競技場 |

| Tokyo 3 gennaio 1990 | Nihon Phoenix | 42 – 14 | Asahi Beer Silver Star | 国立霞ヶ丘陸上競技場 |